# آبراهام آرازدتسی
آبراهام آرازدتسی ( انگلیسی: Abraham of Arazd؛ زادهٔ ۴۵۰) کشیش ارمنی و از شاگردان شهدای لئونتین بود. وی نیز همچون معلمانش تحت شکنجه‌های طولانی مدت قرار گرفت اما بر خلاف آنها سرانجام آزاد شد. وی سپس اجتماع را ترک نمود تا گوشه‌نشین شود و تا زمان مرگش در قرن پنجم زنده ماند. 